# 越前高田站
越前高田站（日语：／ Echizen-Takada eki */?）是位於福井縣福井市高田町的西日本旅客鐵道（JR西日本）越美北線（九頭龍線）鐵路車站。

## 車站構造
九頭龍湖方向右側單式月台1面1線地上車站。開業當初巳為無人車站、設有簡易月台與候車室。不設自動售票機。

## 历史
勝原開通後新設車站。
- 1964年5月20日：越美北線一乘谷站 - 市波站間新設開業。
- 1987年4月1日：國鐵分割民營化成為西日本旅客鐵道車站。
- 2004年7月18日：豪雨使越美北線全線運行停止。
- 2007年6月30日：包括本站的一乘谷站 - 美山站間經過3年之後運行再開。

## 使用狀況
根據國土交通省「國土數值情報」，以下為1日平均上下車人次：
| 年度 | 1日平均 乘車人次 | 1日平均 乘車人次 |
| ---- | ---------------- | ---------------- |
| 2011 | 28               |                  |
| 2012 | 27               |                  |
| 2013 | 23               |                  |
| 2014 | 16               |                  |
| 2015 | 14               |                  |
| 2016 | 8                |                  |
| 2017 | 8                |                  |
| 2018 | 10               |                  |
| 2019 | 16               |                  |
| 2020 | 10               |                  |
| 2021 | 8                |                  |
| 2022 | 4                |                  |

## 車站周邊
- 鳴瀧
- 國道364號
  - 高田大橋（國道158號交點）

## 相鄰車站
西日本旅客鐵道
■九頭龍線（越美北線）
一乘谷－越前高田－市波

## 外部連結
- 越前高田站（JR西日本） （页面存档备份，存于）